# Konrad Hallenbarter
Konrad Hallenbarter, né le 1er décembre 1953 à Obergesteln, est un fondeur suisse.

## Palmarès

### Jeux Olympiques
| Épreuve / Édition | Lake Placid 1980 | Sarajevo 1984 | Calgary 1988 |
| 15 km             | 29e              | 28e           | DNF          |
| 30 km             |                  | 28e           |              |
| 50 km             | DNF              | 9e            |              |
| 4 × 10 km         | 7e               | 5e            |              |

### Championnats du monde
| Épreuve / Édition | Oslo 1982 | Seefeld 1985 |
| 30 km             |           | 10e          |
| 50 km             | 17e       | 18e          |

### Coupe du monde
- Meilleur classement final : 23e en 1984.
- Meilleur résultat : 5e.